# Трёхцветная цапля
Трёхцве́тная ца́пля (лат. Egretta tricolor) — вид птиц из рода белые цапли.

## Описание
Цапля около 56 см длиной, с размахом крыльев 96 см и весящая 350 г. Шея длинная, клюв жёлтый или сероватый, с чёрным концом. Ноги темные. Взрослые особи имеют сине-серую окраску, с белой линией по длине шеи. Низ белый.
Выделяют два подвида:
- Egretta tricolor ruficollis Gosse 1847 - включает Egretta tricolor occidentalis Huey 1927
- Egretta tricolor tricolor Muller 1776

## Фото

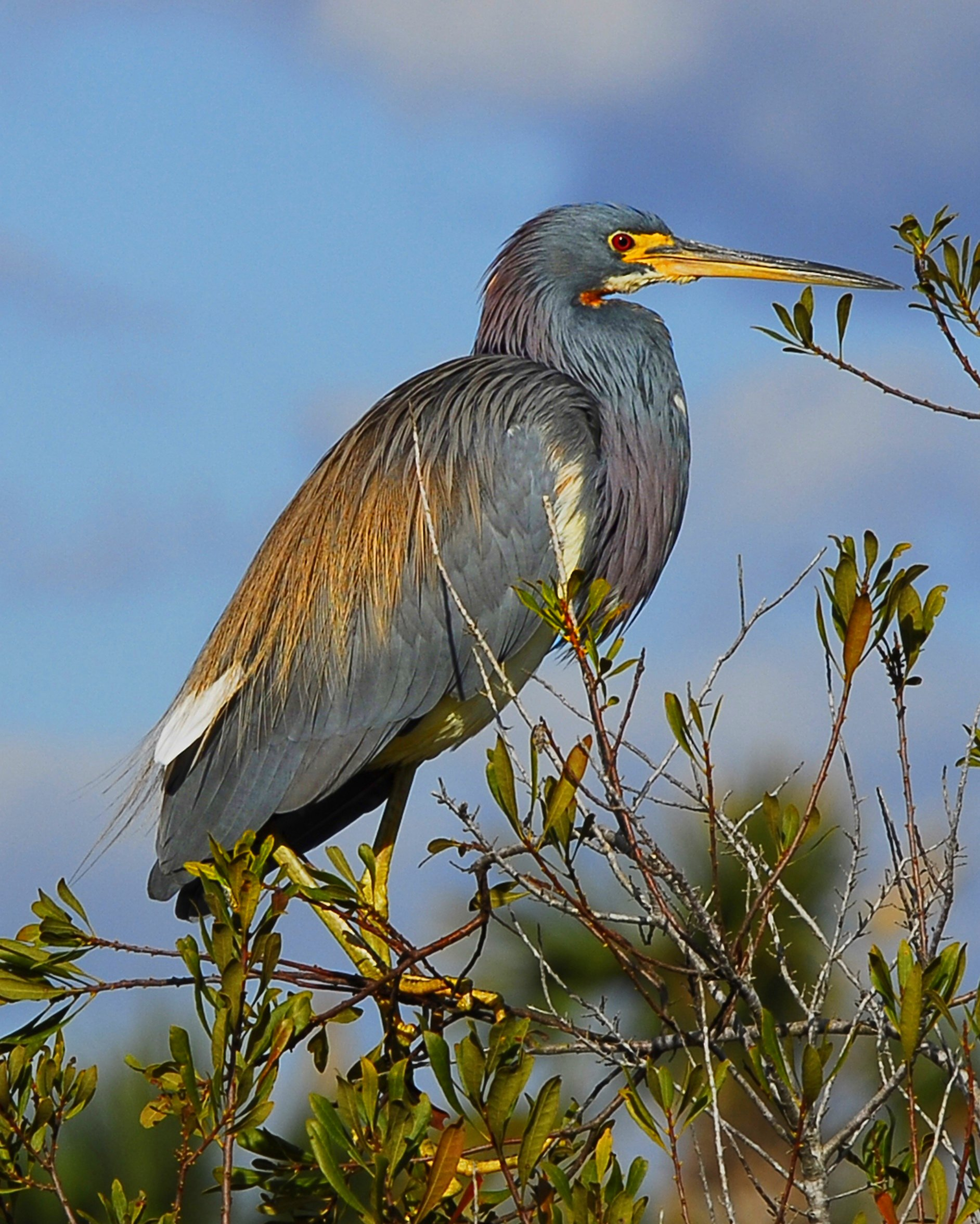
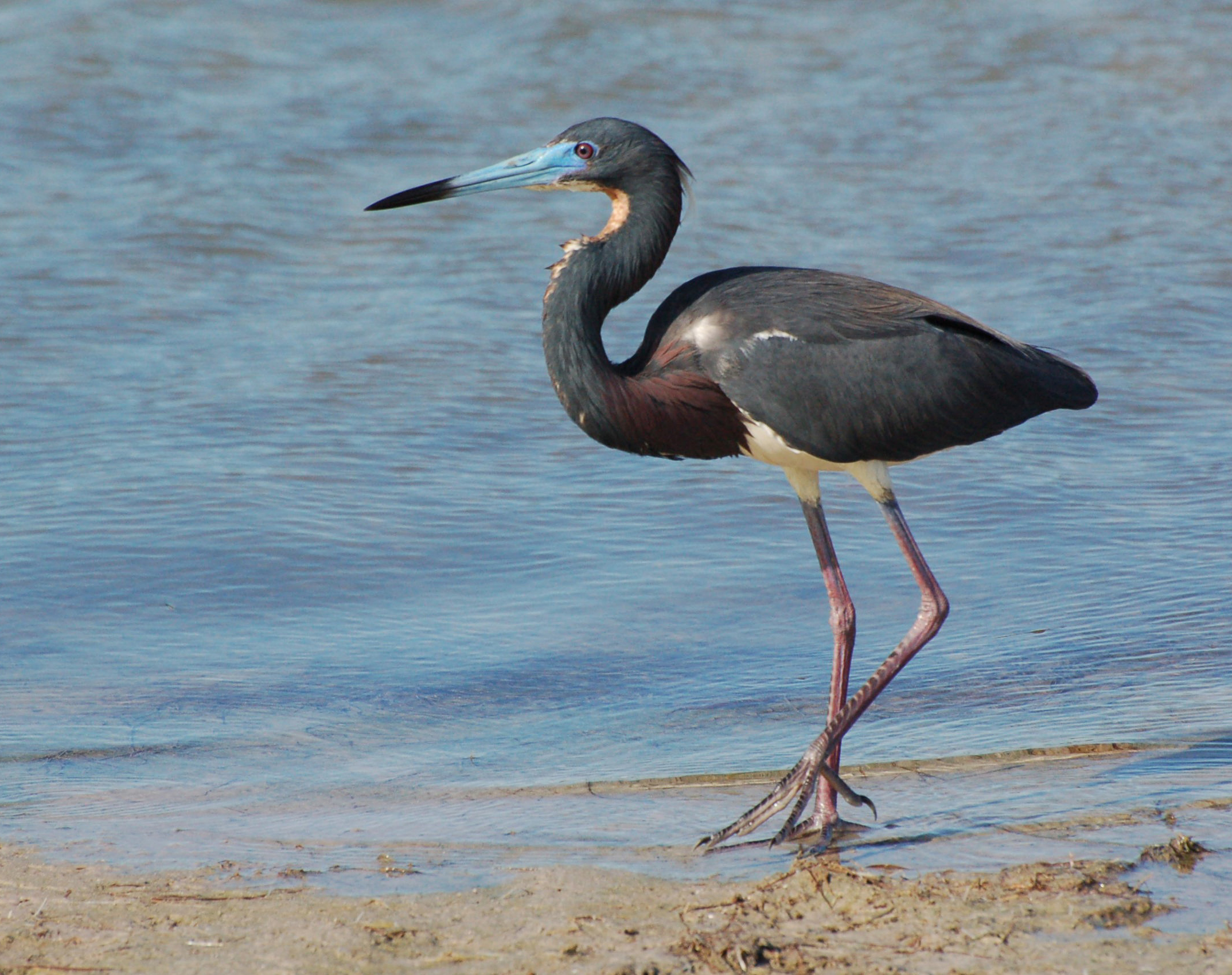
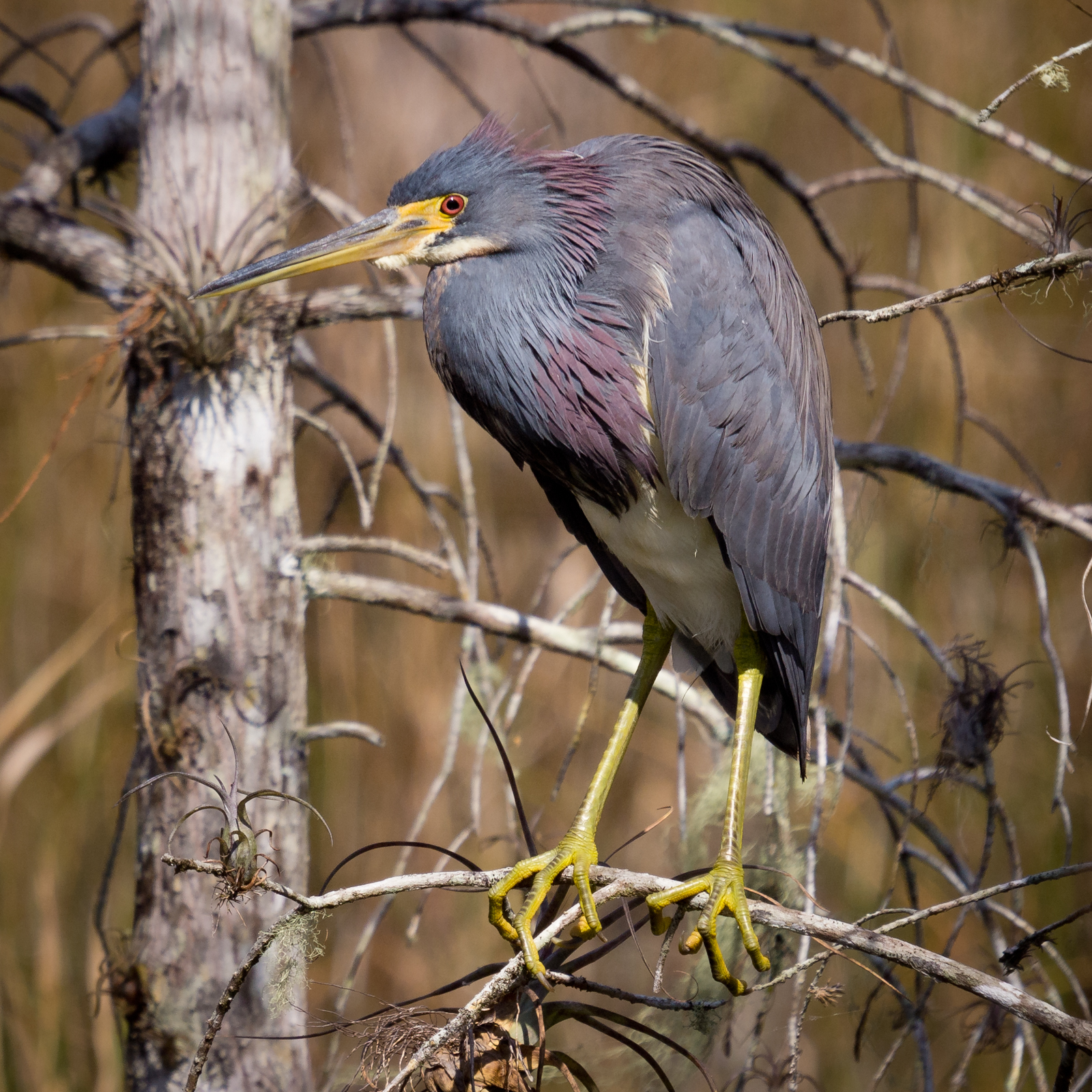
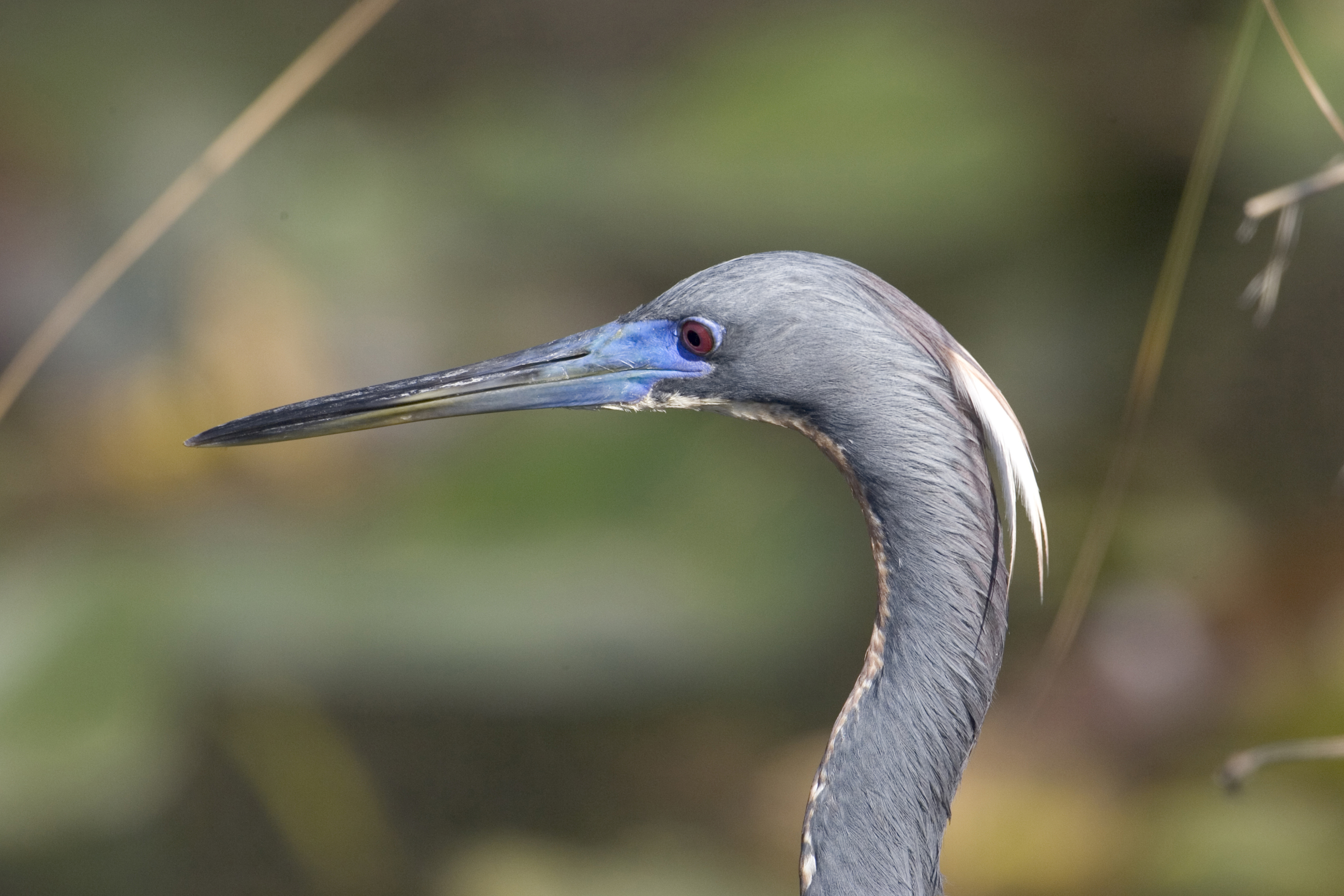
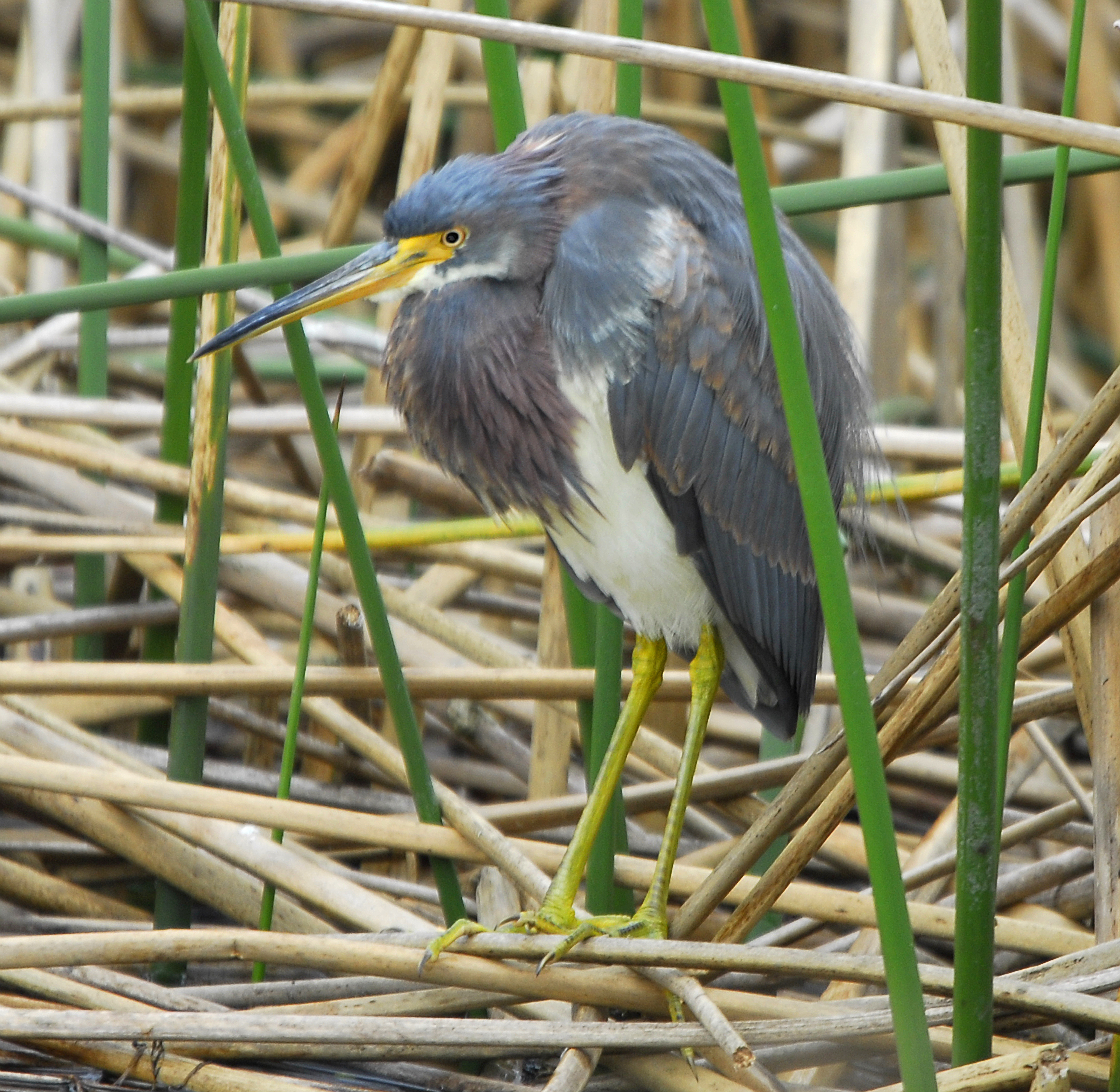
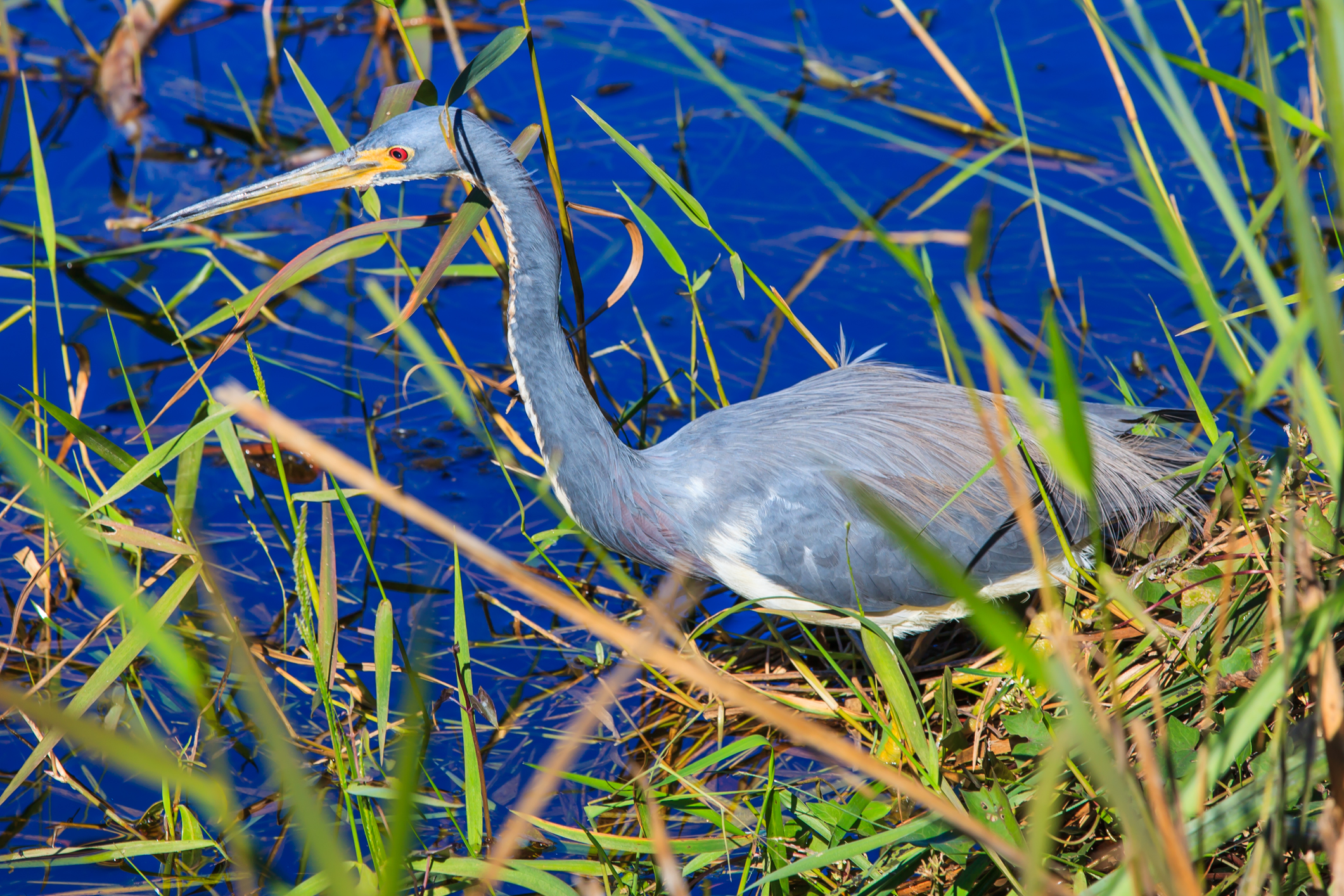
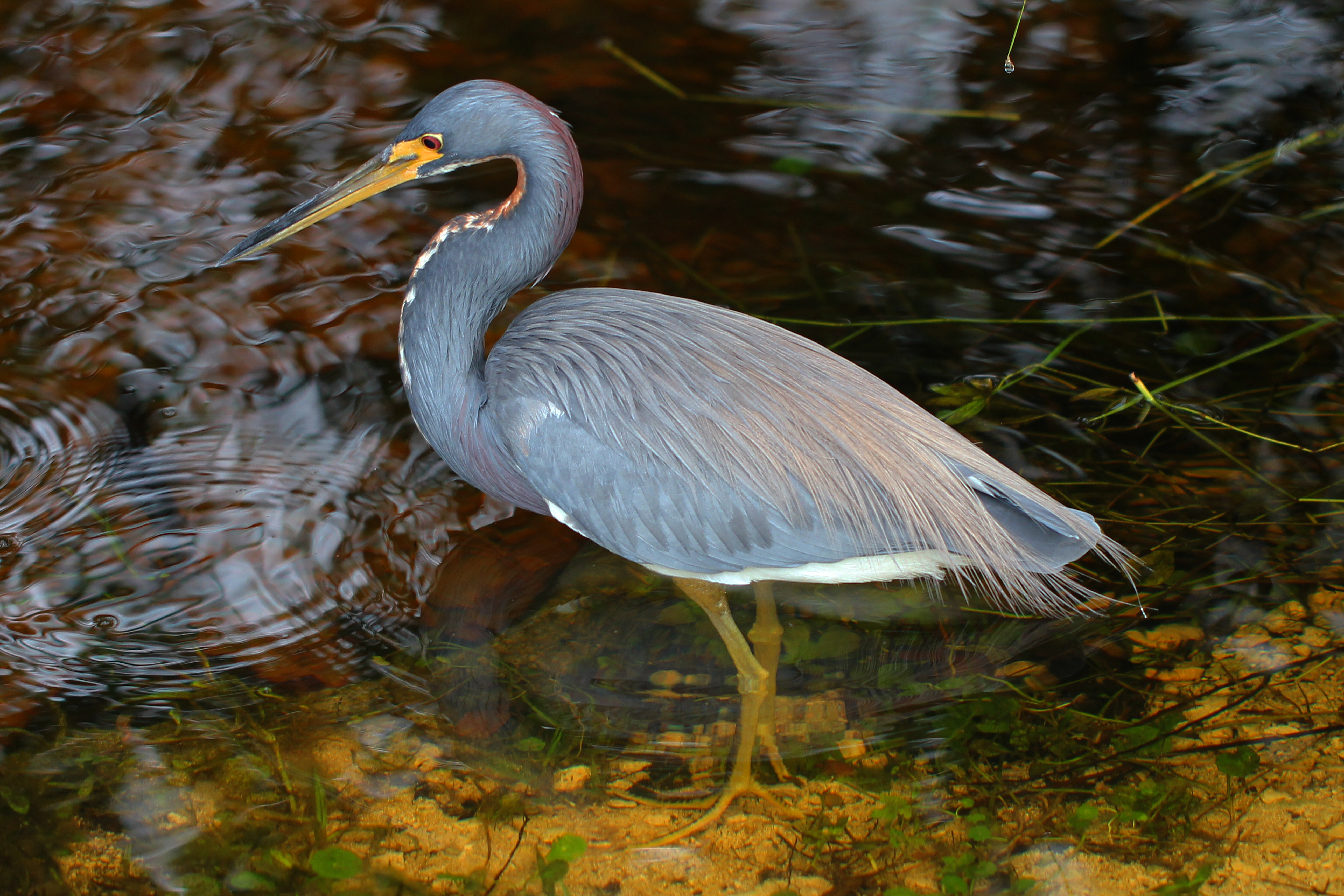
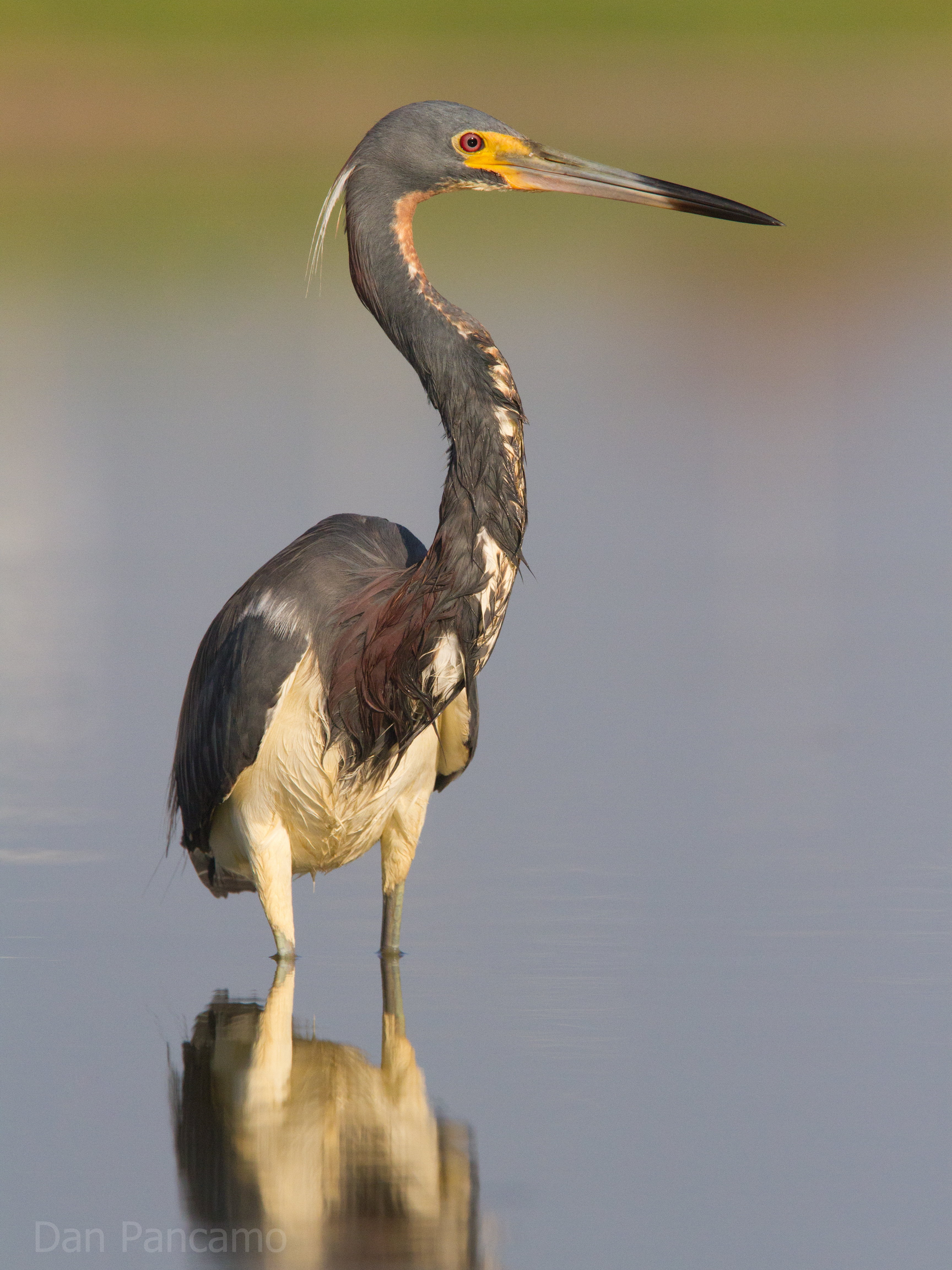